# Adolph Erdmannsdörffer

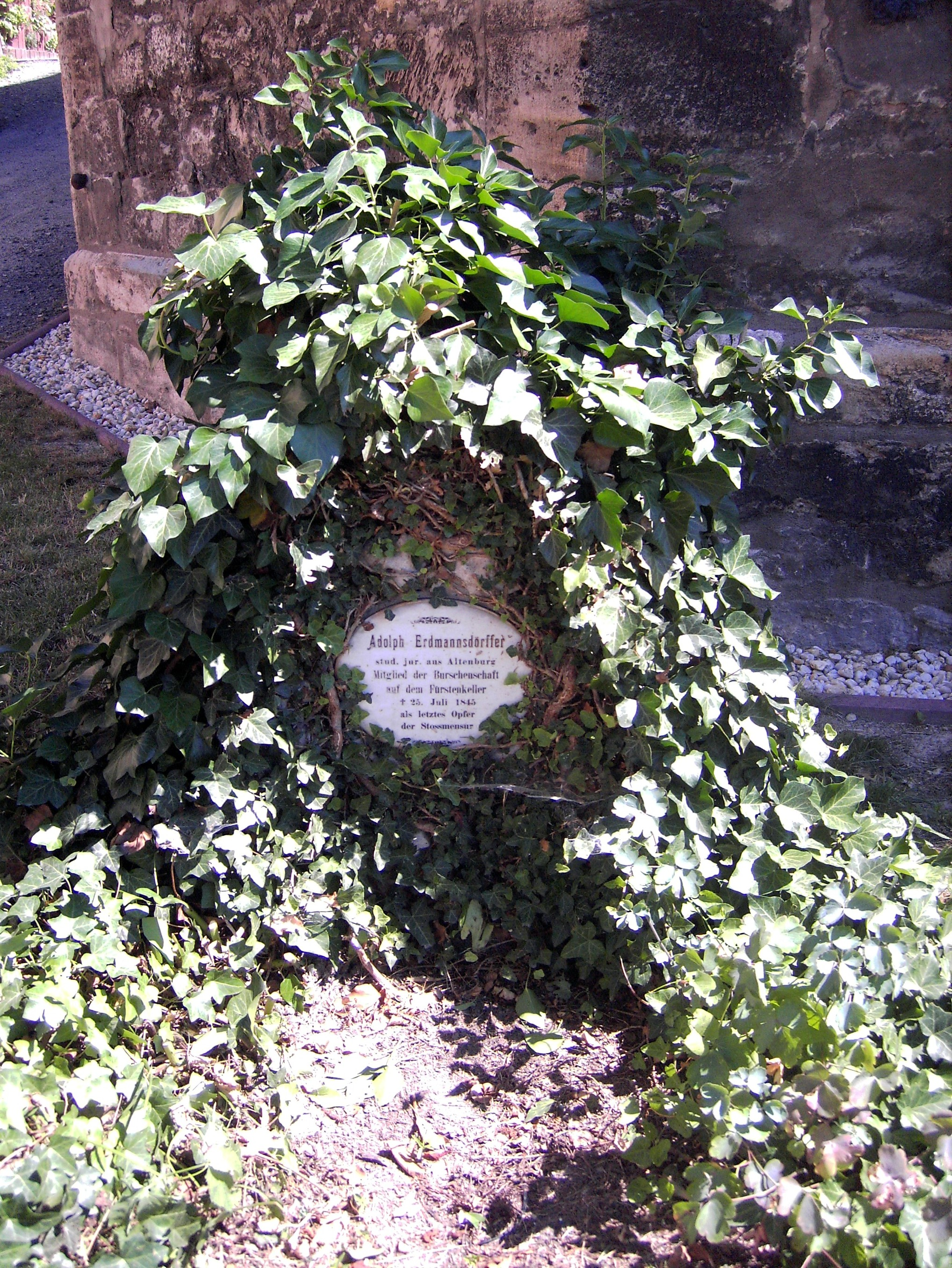
Adolph Erdmannsdörffer, letztes Opfer der Stoßmensur in Jena, 25. Juli 1845

Adolph Erdmannsdörffer (* in Altenburg; † 25. Juli 1845 in Jena, begraben in Wöllnitz) gilt als das letzte Opfer einer Stoßmensur. Es gab 1847 jedoch anderen Angaben zufolge noch einen weiteren derartigen Todesfall in München.
Erdmannsdörffer war Sohn des Kaufmanns Friedrich Eduard Erdmannsdörffer (1797–1873) und der Marie Sophie geb. Zinkeisen (1800–1839). Als Jurastudent war er Fürstenkelleraner, also Mitglied der Burschenschaft auf dem Fürstenkeller, der heutigen Jenaischen Burschenschaft Germania. Sein Mensur-Gegner war Gustav Konstantin Köhler aus Mihla bei Eisenach, ein ehemaliger Burgkelleraner. Erdmannsdörffer fing sich bei der Persönlichen Contrahage einen sogenannten Lungenfuchser ein, also einen Stich in die Lunge, der seinen frühen Tod zur Folge hatte. 
Bedeutung erlangte dieser Vorfall insofern, als in Jena die Stoßmensur auf Pariser Stoßdegen durch Säbel- oder Schlägerhiebmensur ersetzt wurde und der an der Jenaer Universität lehrende Fechtmeister Friedrich August Wilhelm Ludwig Roux, der diese einführte, Lehrbücher für das Stoß- und Hiebfechten geschrieben hatte.
Der Grabstein Erdmannsdörffers vor der Kirche in Wöllnitz ist noch erhalten und wohl auch der einzige, welcher auf diese Todesart hinweist.
Der spätere Geschichtsprofessor Bernhard Erdmannsdörffer, der ebenfalls in Jena studierte, war sein Bruder.